# War All the Time
War All the Time (с англ. — «Постоянная борьба») — третий студийный альбом американской пост-хардкор группы Thursday, выпущенный 16 сентября 2003 года на лейбле Island Records. Запись альбома началась в январе 2003-го, а уже в апреле того же года были выпущены синглы «For the Workforce, Drowning» и «Signals Over the Air».

## История создания
Вся музыка написана участниками Thursday за исключением «This Song Brought to You by a Falling Bomb» — она была записана совместно с Эндрю Эвердингом, новым клавишником группы. Гитарист Стив Педулла, сравнивая с предыдущим альбомом Full Collapse, отметил, что ребята значительно расширили свое представление и идеи, а также сделали поворот на иное звучание благодаря влиянию музыки, которую они в то время слушали. Педулла также добавил, что вопреки тому, что группа заслушивалась композициями таким коллективов как Godspeed You! Black Emperor и Mogwai, музыка вышла «намного тяжелее». По словам Кили, на протяжении всей «Войны» «звучание выдерживалось в определенной тематике».
Именно под влиянием Sigur Rós группа решила внести «громкие элементы» в новый альбом.
Говоря о наименовании альбома, Рикли объясняет: «Думаю, этим названием, названием в первую очередь о любви, мы хотели показать, что в действительности мы собой представляем — баланс между жестокостью и милосердием». Он добавляет: «Я боюсь говорить об идее романтической любви в песнях, поскольку для меня это звучит как очередное клише». Рикли разделяет мнение о «романтической борьбе» с писателем Чарльзом Буковски, из стихотворения которого впоследствии было взято название для альбома. Вскоре для Рикли это стало значительной частью в его жизни, и он «чувствовал, будто душит себя, не делая записей об этом».

## Об альбоме
Джефф сравнивает «For the Workforce, Drowning» с «очень тяжелыми» Fugazi. «Division St.» повествует о вечере, когда Рикли, придя в гости к близким друзьям, узнал, что те принимают тяжелые наркотики. Уходя от них, он был ограблен и ранен в ногу. Отправившись за помощью к девушке, он нашел её с другим. Рикли поясняет это так: «Иногда может казаться, будто мир разваливается на части прямо на твоих глазах, и ты узнаешь, что все, что ты когда либо знал, оказывается хорошо замаскированной ложью». «Signals Over the Air» — о страхе сексуальности, вопросе, очень волнующем и кажущемся «хищным». Обсуждая «This Song Brought to You by a Falling Bomb» — «о чувстве желания скрыться от реальности и избегать новостей. Я каждый день слышал про войну и это напугало меня настолько, что мне захотелось остановить собственную мысль».
Заглавная композиция альбома «War All The Time» представляет собой любовь на поле боя, желание в выкопанных траншеях, то чувство жизни, испытывать которое мы стремимся, от чего оно и превращается в вечную войну — это ее цена. Лирика песни является автобиографичной, Джефф рассказывает о реальном случае самоубийства брата своего друга (англ. «I was 5 years old, my best friend’s older brother died, he fell from these cliffs…»), делится переживаниями из своей жизни. Изначально трек «Tomorrow I’ll Be You» хотели сделать стартовым, но, вскоре группа поняла, что это «было бы неправильно, если столь полная красоты песня открывала альбом, где скрывалось огромное количество уродства и темноты».

## Рецензии
В целом альбом получил положительные оценки критиков. Рецензор AllMusic Джонни Лофтус описал звучание альбома как «динамичность между криком и пением, перед тем, как дать волю ярости и направить мысль во внутрь себя». CMJ New Music Report прокомментировали: «Они используют яркие краски и грубые эмоции для написания картины, которая является уродством. Треки больше похожи на эмоциональные землетрясения, чем на песни, создавая музыку для сегодняшних молодых людей, ищущих спасения в искусстве».

## Список композиций
| Оценки критиков      | Оценки критиков |
| Источник             | Оценка          |
| -------------------- | --------------- |
| AllMusic             | [ 11 ]          |
| CMJ New Music Report | Favorable       |
| Drowned in Sound     | 2.5/5           |
| Entertainment Weekly | A−              |
| Exclaim!             | Unfavorable     |
| IGN                  | 6.8/10          |
| Melodic              | [ 17 ]          |
| Robert Christgau     | [ 18 ]          |
| Rolling Stone        | [ 19 ]          |
| Spin                 | [ 20 ]          |

Автором всех текстов песен является Джефф Рикли.
1. «For the Workforce, Drowning» — 3:16
2. «Between Rupture and Rapture» — 3:03
3. «Division St.» — 4:14
4. «Signals Over the Air» — 4:10
5. «Marches and Maneuvers» — 4:27
6. «Asleep in the Chapel» — 3:46
7. «This Song Brought to You by a Falling Bomb» — 2:16
8. «Steps Ascending» — 4:26
9. «War All the Time» — 4:33
10. «M. Shepard» — 3:36
11. «Tomorrow I’ll Be You» — 4:07

## Участники записи
- Джефф Рикли — вокал
- Том Кили — лид-гитара, бэк-вокал
- Тим Пэйн — бас-гитара, бэк-вокал
- Такер Рул — ударные, бэк-вокал
- Стив Педулла — ритм-гитара, бэк-вокал